# Outlaws Like Me
Outlaws Like Me è il secondo album in studio dell'artista statunitense di musica country Justin Moore. È stato pubblicato il 21 giugno 2011 tramite l'etichetta The Valory Music Co. Il primo singolo dell'album, If Heaven Wasn't So Far Away, è diventato il secondo successo di Moore come numero uno della classifica degli Stati Uniti Billboard Hot Country Songs. Il suo singolo, Bait a Hook ha raggiunto la top 20 al numero 17. Il terzo singolo, Til My Last Day, ha raggiunto il numero uno nella classifica Airplay Country. Moore ha co-scritto undici delle tredici canzoni dell'album.
L'album ha debuttato al numero cinque della Billboard 200 e al numero uno della classifica dei Top Country Album degli Stati Uniti dopo aver venduto 65 000 copie durante la sua prima settimana di uscita. A partire da settembre 2013, l'album ha venduto 577 000 copie negli Stati Uniti.

## Tracce
1. Redneck Side – 2:35
2. My Kind of Woman – 2:45
3. If Heaven Wasn't So Far Away – 3:44
4. Run Out of Honky Tonks – 3:43
5. Beer Time – 2:50
6. Bait a Hook – 3:29
7. Flyin' Down a Back Road – 3:52
8. If You Don't Like My Twang – 3:41
9. Guns – 3:54
10. Sunshine Babies – 3:03
11. Til My Last Day – 3:55
12. Bed of My Chevy – 3:27
13. Outlaws Like Me – 5:51